# (17898) Scottsheppard
(17898) Scottsheppard est un astéroïde de la ceinture principale.

## Description
(17898) Scottsheppard est un astéroïde de la ceinture principale. Il fut découvert 22 mars 1999 par le programme LONEOS à la station Anderson Mesa. Il présente une orbite caractérisée par un demi-grand axe de 2,1410 UA, une excentricité de 0,0541 et une inclinaison de 2,8457° par rapport à l'écliptique.
Il fut nommé en l'honneur de l’astronome américain Scott S. Sheppard, né en 1977, pionnier dans la recherche des propriétés rotationnelles des objets de la ceinture de Kuiper et découvreur de nombreux satellites de formes irrégulières des planètes géantes.

## Compléments